# 1998년 시카고 영화 비평가 협회상
제11회 시카고 비평가 협회상은 1998년 영화를 대상으로 1999년 3월 1일에 열린 시상식이다.

## 수상 및 후보

### 작품상
- 라이언 일병 구하기

### 감독상
- 씬 레드 라인 - 테렌스 멜릭 수상

### 남우주연상
- 갓 앤 몬스터 - 이안 맥켈런 수상

### 여우주연상
- 엘리자베스 - 케이트 블란쳇 수상

### 남우조연상
- 심플 플랜 - 빌리 밥 손튼 수상

### 여우조연상
- 프라이머리 컬러스 - 케시 베이츠 수상

### 각본상
- 셰익스피어 인 러브 - 톰 스톱파드, Marc Norman 수상

### 외국어영화상
- 인생은 아름다워

### 촬영상
- 씬 레드 라인 - 존 톨 수상

### 음악상
- 트루먼 쇼 - 버카드 달위츠 수상

### 유망남우상
- 셰익스피어 인 러브 - 조셉 파인즈 수상

### 유망여우상
- 비러브드 - 킴벌리 엘리스 수상

### 공헌상
- 조 맨테그나 수상